# Sossís
Sossís és un poble del municipi de Conca de Dalt, al Pallars Jussà. Pertanyia, fins al 1969, a l'antic municipi de Claverol. Està constituït en entitat municipal descentralitzada.
Entre 1812 i 1847 tingué ajuntament propi. Havia estat creat a partir del desplegament de les disposicions emanades de la Constitució de Cadis, i fou suprimit a ran de les noves lleis municipals promulgades a mitjan segle xix, que no permeteren el manteniment dels ajuntaments en poblacions de menys de 30 veïns (entenent com a veí els caps de família). El febrer del 1847 ja apareix agrupat amb els pobles de Claverol, el Pont de Claverol i Sant Martí de Canals dins del municipi de Claverol.

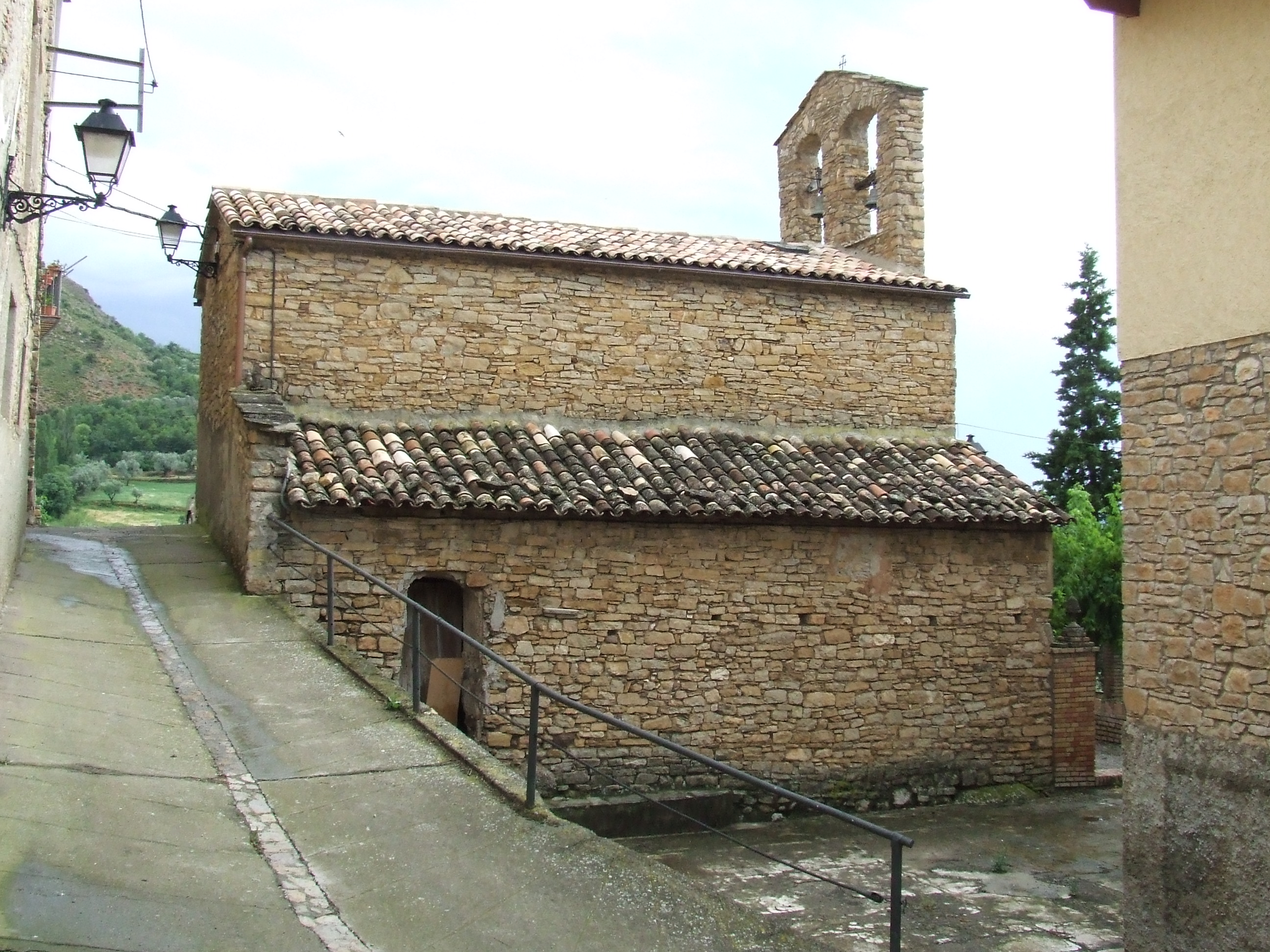
L'església de Sossís

Està situat al nord del seu antic municipi (Claverol) i, en canvi, al nord-oest de l'actual terme de Conca de Dalt. És prop de les antigues mines de lignit de Sossís.
En el terme hi ha les mines de carbó de Sossís, de lignit de baixa qualitat i margues impures, actualment tancades. I el canal i la Central hidràulica de Sossís, actualment actius, una de les primeres centrals elèctriques del Pallars, construïda entre el 1912 i el 1913, per ser la font energètica per construir la presa de Talarn.
La seva església parroquial, moderna, és dedicada a la Nativitat de la Mare de Déu, de tres naus. Havia estat sufragània de la parròquia de Montsor. Malgrat aquesta advocació, la patrona del poble és santa Brígida, i al voltant de la festa de la santa, l'1 de febrer, se celebrava la Festa Major d'hivern.

## Etimologia
Segons afirma Joan Coromines, el topònim Sossís està directament emparentat amb el verb solsir-se (ensorrar-se), fent al·lusió als despreniments de terra freqüents en el lloc on és el poble a causa de la tovor del terreny i la forta erosió que hi rep. Es tractaria, doncs, d'un topònim romànic de caràcter descriptiu.

## Prehistòria
La zona de Sossís i del Roc de Santa conté un important jaciment de l'època terciària, datat en uns 35 milions d'anys, que conté restes de fauna molt variada. Hi destaquen marsupials, insectívors, rosegadors, perissodàctils, artiodàctils i carnívors.

## Història
Ja en temps històrics, el lloc és esmentat ja, com Claverol, el 973, any en què fou donat al monestir de Sant Pere de les Maleses.
L'any 1718, i fins a l'extinció dels senyorius, el 1831, havia passat a la jurisdicció dels marquesos de Pallars, vescomtes de Vilamur i ducs de Cardona i de Segorb.

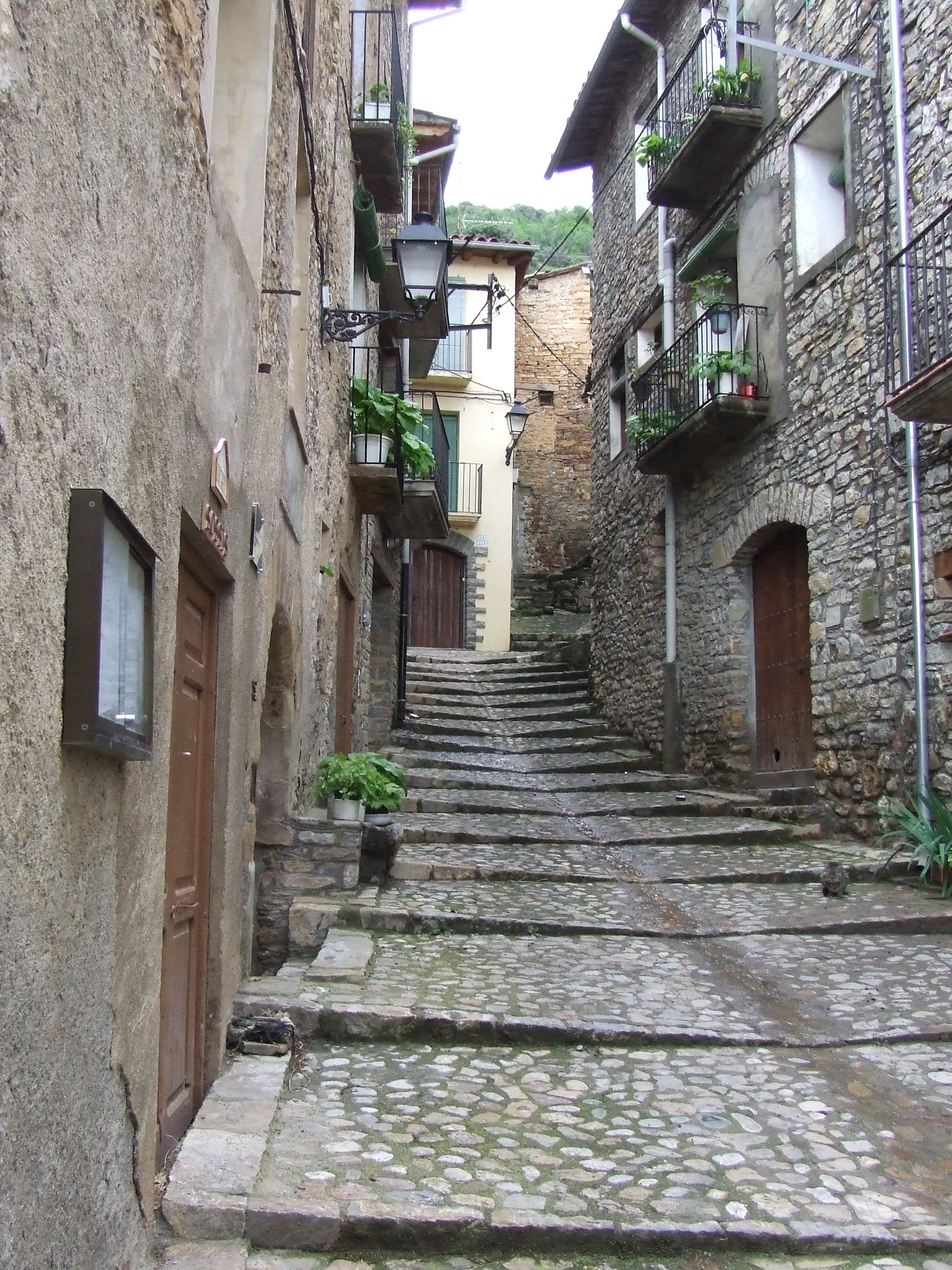
Carrer Major de Sossís; a primer terme, la Casa de la vila

Hom creu que Sossís havia estat emplaçat antigament a l'altra banda de la Noguera, prop de Gramuntill.
El 1553 tenia només 4 focs (uns 20 habitants), i el 1718, quan pertanyia als marquesos de Pallars i ducs de Cardona, ja tenia 10 cases i 32 habitants.
En el Diccionario geográfico... de Pascual Madoz, del 1845, diu que Sossís, anomenat Socis ó Sosis, és a la falda d'un turó a l'esquerra de la Noguera Pallaresa, en un lloc ben ventilat, tot i que la muntanya de Claverol l'arrecera dels vents de llevant, i té un clima sa. Hi consten 19 cases, i la parròquia depèn de Montsor (Monsó). El terreny és de molt bona qualitat a la part que hi ha entre el poble i el riu, però a la resta és fluix, aspre i pedregós. Hi ha horts que es reguen amb les aigües d'algunes fonts, i bosc, encara que està molt malmès. S'hi cull llenya d'origen arbustiu. La producció és de blat, ordi, vi, oli, patates, algunes llegums i poca fruita. Hi ha llana i seda, però poca, i el bestiar que s'hi cria són ovelles i porcs. Hi ha caça de perdius, llebres i conills, i pesca de truites, anguiles i barbs. Formaven el poble 10 veïns (caps de família) i 75 ànimes (habitants).
Ceferí Rocafort comenta que en el terme de Claverol hi ha 197 edificis, amb 469 habitants de fet i 467 de dret, dels quals el poble de Claverol en té 40 i 79, respectivament, el Pont de Claverol, 65 i 183, Sant Martí de Canals, 38 i 122, i Sossís, 26 i 72. A més, hi ha 28 cases més escampades per la resta del terme, entre les quals esmenta el mas Miret, els Masos de Baiarri i el Molí de Palau, amb la capella de Sant Martí.
El 1970 hi consten 54 habitants, que baixaven a 45 el 1981 i a 32 el 2006. El 2019 hi tenia censades 26 persones.

### Demografia
| 1990 | 1991 | 1994 | 1995 | 1996 | 2001 | 2003 | 2005 | 2007 |
| ---- | ---- | ---- | ---- | ---- | ---- | ---- | ---- | ---- |
| 35   | 39   | 39   | 36   | 36   | 33   | 34   | 32   | 30   |

### Pedania
Abans de l'existència de les actuals entitats municipals descentralitzades, existia la figura de la pedania, que era governada per un alcalde pedani, que depenia de l'ajuntament respectiu (en el cas de Sossís, el de Claverol). Els alcaldes pedanis de Sossís foren:
- Daniel Peruchet i Perna (1976)

### L'Entitat Municipal Descentralitzada
D'ençà de la seva creació, aquest ens local ha tingut els presidents següents:
- Jordi Fornons i Isarn (1979-1983)
- Francesc March i Sorigué (10.6.1987-16.6.1991)
- Rafael Jordi Noray i Peret (legislatures del 1991-1995 i del 1995-1999)
- Josep Maria Aleu i Agullana (16.6.1999-)

El pressupost general de l'EMD per al 2008 era de 145.142,82 €. Per l'any 2020, era de 35.151,27 €.